# 93. додела Оскара
93. додела Оскара (енгл. 93rd Academy Awards) одржана је 25. априла 2021. године. Награђивани су најбољи филмови из 2020. и почетка 2021. године.

## Добитници и номиновани
| Најбољи филм - Земља номада — Моли Ешер, Ден Џанви, Франсес Макдорманд, Питер Спирс и Клое Џао - Отац - Јуда и црни месија - Манк - Минари - Девојка која обећава - Звук метала - Суђење чикашкој седморици                                                                                           | Најбољи режисер - Клое Џао — Земља номада - Томас Винтерберг — Још једна тура - Дејвид Финчер — Манк - Ли Ајзак Чунг — Минари - Емералд Фенел — Девојка која обећава |
| Најбољи глумац - Ентони Хопкинс – Отац као Ентони - Риз Ахмед — Звук метала као Рубен Стоун - Чедвик Боузман (постхумно) — Црна задњица Ма Рејни као Леви Грин - Гари Олдман — Манк као Херман Џ. Манкевиц - Стивен Јан — Минари као Џејкоб Ји                                                        | Најбоља глумица - Франсес Макдорманд — Земља номада као Ферн - Вајола Дејвис — Црна задњица Ма Рејни као Ма Рејни - Андра Деј — САД против Били Холидеј као Били Холидеј - Ванеса Кирби — Делићи жене као Марта Вајс - Кери Малиган — Девојка која обећава као Касандра Томас |
| Најбољи глумац у споредној улози - Данијел Калуја — Јуда и црни месија као Фред Хамптон - Саша Барон Коен — Суђење чикашкој седморици као Аби Хофман - Лесли Одом Млађи — Једна ноћ у Мајамију... као Сем Кук - Пол Рачи — Звук метала као Џо - Лакит Стенфилд — Јуда и црни месија као Вилијам О’Нил | Најбоља глумица у споредној улози - Јун Јуџунг — Минари као Сунџа - Марија Бакалова — Борат: Накнадни филм као Тутар Сагдијев - Глен Клоус — Елегија Хилбили као Бони Венс - Оливија Колман — Отац као Ен - Аманда Сајфред — Манк као Мерион Дејвис |
| Најбољи оригинални сценарио - Девојка која обећава — Емералд Фенел‡ - Јуда и црни месија - Минари - Звук метала - Суђење чикашкој седморици | Најбољи адаптирани сценарио - Отац — Кристофер Хамптон и Флоријан Зелер - Борат: Накнадни филм - Земља номада - Једна ноћ у Мајамију... - Бели тигар |
| Најбољи анимирани дугометражни филм - Душа — Пит Доктер и Дена Мари - Напред - До Месеца и назад - Овчица Шоне: Фармагедон - Wolfwalkers | Најбољи међународни филм - Још једна тура (Данска) на данском језику — Томас Винтерберг - Бољи дани (Хонгконг) на мандаринском језику — Дерек Цанг - Collective (Румунија) на румунском језику — Александер Нанау - Човек који је продао властиту кожу (Тунис) на арапском језику — Каутер Бен Ханија - Quo Vadis, Aida? (Босна и Херцеговина) на бошњачком језику — Јасмина Жбанић |